# 新宮明日香
新宮 明日香（しんぐう あすか、旧芸名：石井 明日香、1984年4月12日 - ）は、日本の女優。

## 人物
神奈川県出身。劇団ひまわりにて子役として活躍。その後、女優として舞台、映画、CM、ドラマ等に出演。2015年から芸名を新宮明日香に変更している。

## 出演

### テレビ
- 天才てれびくん - ドレミファキッズ
- 野生・もう一つの地球『鯨』 - 進行
- 校長が変われば学校は変わる
- TEAM
- 新・健康の女神
- 激闘!アイドル予備校 - 田中志保 役
- デパート仕掛け人!天王寺珠美の殺人推理5 - 男の子の母 役
- 横浜見聞伝スター☆ジャン（2013年10月12日 - 12月28日、tvk） - アスカ 役

### 映画
- 不完全世界 - 若松翠 役（壱話主演）
- 松本商店街物語  - 蛍子 役（主演）
- キオリ - 主演
- しあわせ家族計画 - 山口千春 役
- バトル・ロワイアルII 鎮魂歌 - 野坂真帆 役
- パッチギ! LOVE&PEACE
- ハケンジコウ（ネットシネマ） - 犬養殻子 役
- 少林少女 - 志井明日香 役
- モーニングセット、牛乳、春
- 私の奴隷になりなさい

### ビデオ
- 学校の怪談F・保健室
- 魔性の女 ハード・バージョン
- 日本統一49（2022年） - 三島医院 看護婦長

### CM
- P&G『アリエール』
- PlayStation『XI JUMBO』

### 舞台
- ツラヌキ怪賊団 first navigation『Beautiful Runner』（2012年5月3日 - 10日、サンモールスタジオ）
- ツラヌキ怪賊団 Second Navigation『リーゼント総理』（2013年1月16日 - 21日、中野ザ・ポケット）
- ツラヌキ怪賊団 3rd Navigation『ねぇ、ヒルガオが咲いてるよ。』（2013年10月9日 - 14日、シアターグリーン BIG TREE THEATER）
- ツラヌキ怪賊団 4th Navigation『Beautiful Runner』（2014年1月16日 - 2月2日、銀座みゆき館劇場）
- ツラヌキ怪賊団 5th Navigation『みんなのうた』（2014年9月3日 - 8日、シアターグリーン BIG TREE THEATER）